# Gajtanigrottan
Gajtanigrottan (på albanska Shpella e Gajtanit) är ett naturminne i Gajtani i Shkodra i Albanien. Under järnåldern var platsen bosatt av illyrer.